# Làrids

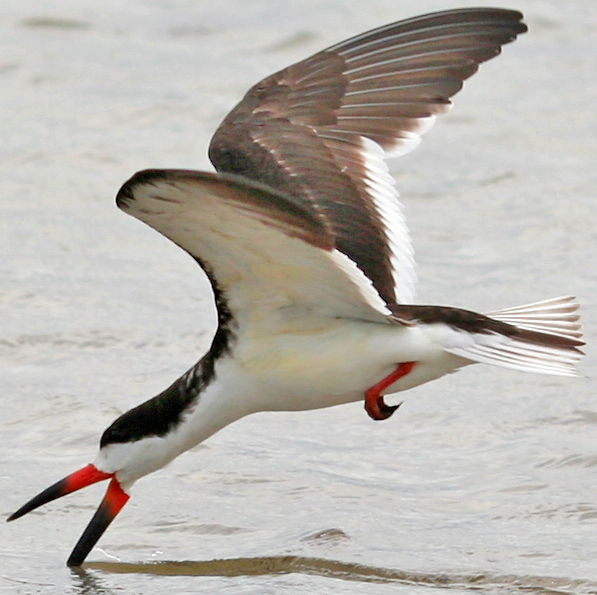
Bec de tisora negre (Rynchops niger) considerat sovint a la família dels rincòpids

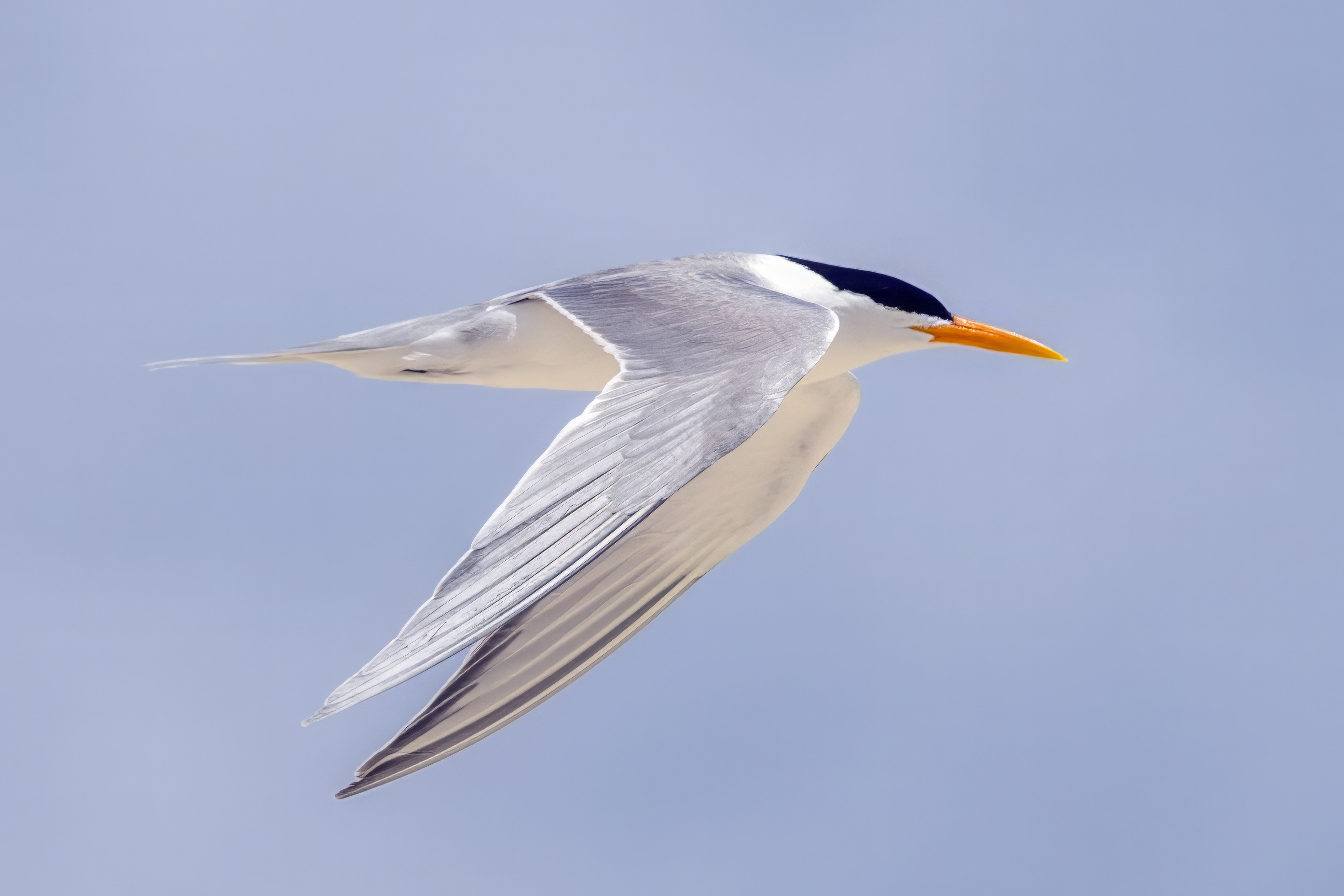
Xatrac bengalí (Thalasseus bengalensis) considerat sovint a la família dels estèrnids

Els làrids (Laridae) són una família d'ocells marins de l'ordre dels caradriformes (Charadriiformes) que típicament habiten zones costaneres de gairebé tot el Món.

## Taxonomia
En la classificació de Sibley els làrids es consideraven a l'ordre dels ciconiformes i s'incloïa la subfamília Alcinae i els paràsits del gènere Stercorarius, ambdós grups actualment ubicats a famílies pròpies. Més tard els làrids s'han classificat en tres grups amb categoria de subfamília (o encara famílies separades): els larins (Larinae) amb les gavines, els esternins (Sterninae) amb els xatracs, i els rincopins (Rynchopinae) amb els bec de tisora. A partir de 2007, arran els treballs de Baker et al. s'obtenen cladogrames que no admeten la validesa d'aquests grups. Així i segons el Congrés Ornitològic Internacional, gavines, xatracs i becs de tisora formen la família dels làrids, amb 23 gèneres i 102 espècies:
- Ocells sovint classificats a la subfamília dels larins (Larinae) o a la família dels làrids (Laridae).
  - Gènere Chroicocephalus, amb 12 espècies.
  - Gènere Creagrus, amb una espècie: Gavineta cua de tisora (Creagrus furcatus).
  - Gènere Hydrocoloeus, amb una espècie: Gavina menuda (Hydrocoloeus minutus).
  - Gènere Ichthyaetus, amb 6 espècies.
  - Gènere Larus, amb 24 espècies.
  - Gènere Leucophaeus, amb 5 espècies.
  - Gènere Pagophila, amb una espècie: Gavina d'ivori (Pagophila eburnea).
  - Gènere Rhodostethia, amb una espècie: Gavina rosada (Rhodostethia rosea).
  - Gènere Rissa, amb dues espècies.
  - Gènere Xema, amb una espècie: Gavineta cuaforcada (Xema sabini).
- Ocells sovint classificats a la subfamília dels esternins (Sterninae) o a la família dels estèrnids (Sternidae).
  - Gènere Anous, amb tres espècies.
  - Gènere Chlidonias, amb 4 espècies.
  - Gènere Gelochelidon, amb una espècie: Curroc (Gelochelidon nilotica).
  - Gènere Gygis, amb una espècie: Xatrac blanc (Gygis alba).
  - Gènere Hydroprogne, amb una espècie: Xatrac gros (Hydroprogne caspia).
  - Gènere Larosterna, amb una espècie: Xatrac inca (Larosterna inca).
  - Gènere Onychoprion, amb 4 espècies.
  - Gènere Phaetusa, amb una espècie: Xatrac becgròs (Phaetusa simplex).
  - Gènere Procelsterna, amb dues espècies.
  - Gènere Sterna, amb 13 espècies.
  - Gènere Sternula, amb 7 espècies.
  - Gènere Thalasseus, amb 7 espècies.
- Ocells sovint classificats a la subfamília dels rincopins (Rhynchopinae) o a la família dels rincòpids (Rhynchopidae).
  - Gènere Rynchops, amb tres espècies.